# Фемелиди, Владимир Александрович
Владимир Александрович Фемелиди (16 (29) июня 1905, Одесса — 30 октября 1931, Одесса) — украинский композитор.
Сын библиографа Александра Фемелиди, внук Михаила Фемелиди — судовладельца, городского головы Аккермана.
По настоянию отца в 1921—1924 гг. изучал историю, затем окончил Музыкально-драматический институт (1928), изучал дирижирование у Григория Столярова и композицию у Порфирия Молчанова и Николая Вилинского. Работал дирижёром в Одесском театре оперы и балета.
Наиболее известные сочинения — опера «Разлом» (1929, по одноимённой пьесе Б. Лавренёва) и балет «Карманьола» (1930). Музыка балета, по мнению театроведа Ю. А. Станишевского, «отличалась исключительной эмоциональной насыщенностью», в основу лейтмотивов, привязанных к основным действующим лицам, были положены мелодии подлинных песен времён Французской революции. Написал также вокально-симфоническую поэму «Лукоморье» (1927, на слова А. Пушкина), Юбилейную симфонию (к 10-летию Октябрьской революции, 1927), скрипичный и фортепианный концерты, песни на стихи Пушкина, К. Бальмонта, С. Городецкого. Как указывала в 1967 г. «Театральная энциклопедия», «был одним из первых украинских композиторов, отразивших в своём творчестве героико-революционную тематику».
Умер от воспаления лёгких. На похоронах Фемелиди по его желанию был исполнен похоронный марш из его собственного балета «Карманьола».